# 거북이 (음악 그룹)
거북이는 대한민국의 3인조 그룹이었다.  2001년 12월 20일에 《Go! Boogie!》로 데뷔하여 힙합 음악을 중심으로 활동해왔으나 2008년 4월 2일에 거북이의 중심축이라 할 수 있는 故터틀맨(임성훈)이 급성 심근경색으로 인해 사망하면서, 2008년 9월 4일에 해체되었다.

## 활동 경력
멤버 터틀맨과 지이는 1990년대부터 힙합그룹 '파티 애니멀스' 의 멤버로 언더씬에서 활동했다. 2000년 터틀맨은 T.D.F.(Turtles and Da Foul) 을 결성하고 힙합 컴플레이션 앨범에 참여했으나, 멤버 2명이 탈퇴하며 최종적으로 터틀맨과 지이만 남게 되었다. 이들은 여성 보컬 수빈을 영입하여 2001년 현재의 팀명인 거북이로 팀을 결성하고, 2001년 12월 말 1집 앨범을 발표하고 이듬 해 4월부터 본격적인 활동을 시작했다. 그러나 타이틀 곡 《Let's Boogie》가 별다른 인기를 얻지 못하면서 팀은 해체 직전까지 갔으나, 후속곡 《사계》가 뒤늦게 인기를 끌면서 가까스로 그룹 활동을 재개할 수 있었다. 《사계》는 1980년대 노래를 찾는 사람들이 부른 민중가요를 힙합 스타일로 리메이크한 것이며, 2002년 벨소리 다운로드 10위를 기록하는 등 선전하였다. 2003년 1월 1집 활동을 종료했다.
여성 보컬인 수빈은 1집 활동 종료 후 팀을 떠났고, 수빈의 빈자리에는 금비가 새 멤버로 합류하게 되었다. 팀을 재정비한 거북이는 2003년 11월 정규 2집을 앨범하면서 본격적인 인기를 끌기 시작했다. 타이틀 곡 《Come On》을 비롯해 후속곡 《왜 이래》는 당시 사회에 만연한 각종 중독 증상들을 꼬집는 가사로 좋은 평가를 받았다. 2004년 5월에는 첫 단독콘서트를 개최하고 얼마 뒤에는 다이어트를 결합시킨 '다이어트 콘서트' 를 개최하는 등 활발한 활동을 이어나갔다.
2004년 11월에는 정규 3집 앨범을 발표, 수록곡 《빙고》가 각종 음원 차트에서 1위를 차지하며 전성기를 맞이하였다. 《빙고》는 현재까지도 경쾌한 멜로디와 긍정적인 가사로 많은 대중들의 사랑을 받고 있으며, 각종 선거 로고송으로도 활용되었다. 그러던 2005년 4월 12일, 터틀맨이 지병인 심근경색으로 수술을 받게 되면서 3집 활동을 마무리했다. 터틀맨은 당시 스케줄 준비를 위해 잠원동 숙소에서 나오던 중 심근경색 증세를 보이며 쓰러졌으며, 매니저에 의해 급히 순천향대병원으로 이송되어 긴급수술을 받았다.
1년여간 휴식기를 가진 거북이는 2006년 7월, 정규 4집 앨범을 발표한다. 타이틀 곡 《비행기》는 거북이가 그동안 추구해온 긍정적인 가사가 인상적인 곡으로, 어린 시절의 추억과 꿈을 날아다니는 비행기로 표현한 가사이다. 터틀맨은 심근경색 수술 이후 병실에서 입원해 있을 때 우연히 《비행기》의 멜로디 4징글이 떠올라 이를 휴대전화에 녹음해놓고 퇴원한 뒤 본격적으로 곡작업을 시작해 완성시켰다. 이러한 인기에 힘입어 2006년 8월 27일 방영된 SBS 인기가요에서 뮤티즌송을 수상하며 데뷔 첫 1위를 거머쥐었고, 다음 주인 9월 3일 방송에서 다시 한번 더 뮤티즌송을 수상했다. 터틀맨은 수상소감에서 눈물을 흘리며 "두 번째 삶이 헛되지 않도록 살라는 뜻으로 알겠다" 라는 수상소감을 남겼다. 같은 해 9월에는 베스트 앨범을 발매해 지난 5년간의 음악활동을 총망라했으며 마로니에의 곡을 리메이크한 《칵테일 사랑》과 조덕배의 《그대 내 맘에 들어오면은》이 신곡으로 수록되었다.
2007년 거북이는 리메이크 앨범을 발표했다. 사랑과 평화의 《한동안 뜸했었지》를 힙합 장르로 리메이크했으며, 여름철에 걸맞은 경쾌한 분위기로 많은 사랑을 받았다. 그리고 2008년 1월, 정규 5집 《싱랄라》가 발표되고 동명의 타이틀 곡으로 각종 온라인 음원차트를 석권했다. 활동 도중 지이가 맹장염으로 쓰러져 긴급수술을 받으면서, 한동안 2인조로 활동하기도 하였다.
5집 활동 도중이던 2008년 4월 2일, 터틀맨은 자택에서 숨진 체 발견되었다. 매니저가 스케줄 확인 차 자택을 찾았다가 터틀맨의 시신을 발견하였다. 병원 측은 터틀맨이 2일 새벽 2시 쯤 사망한 것으로 추정했다. 빈소는 순천향대병원에 마련되었으며, 생전 거북이로 함께 활동했던 금비와 지이를 비롯해 이영자, 강원래, 홍록기, 소녀시대, 슈퍼주니어, 김창렬 등 가요계에서 함께 활동했던 동료들이 조문하였다. 임성훈의 시신은 수원연화장에서 화장되어, 경기도 화성시 유토피아추모관에 안장되었다. 이 곳에는 정다빈, 유니 등이 안치되어 있다.
터틀맨의 사망 이후 거북이의 활동은 중단되었고, 2008년 9월 4일 남은 지이와 금비는 기자회견을 통해 거북이의 해체를 선언했다. 해체 이후 지이는 일본으로 유학을 떠났고, 금비는 1년여간 칩거하다가 2010년 트로트 가수로 전향했다. 지이는 대학원에서 박사 과정을 밟아 취득했다는 사실이 방송을 통해 공개됐다.또 금비는 “회사를 설립한 지 5년차가 됐다”며 “올해는 트롯 음반 발매와 독립영화 제작을 계획하고 있다”고 전했다.

## 이전 구성원
| 이름   | 소개 |
| ------ | --- |
| 터틀맨 | - 본명 : 임성훈 - 생년월일 : 1970년 9월 3일 - 출생지 : 대한민국 전라북도 전주시 - 사망 : 2008년 4월 2일(37세) - 사망지 : 대한민국 서울특별시 금호동 - 포지션 : 리더, 메인래퍼, 서브보컬 - 활동기간 : 2001년 12월 20일 ~ 2008년 4월 2일 |
| 지이   | - 본명 : 이지이 - 생년월일 : 1980년 7월 26일(45세) - 출생지 : 대한민국 경기도 안양시 - 포지션 : 리드래퍼, 서브보컬 - 활동기간 : 2001년 12월 20일 ~ 2011년 9월 20일                                                                     |
| 금비   | - 본명 : 손연옥 - 생년월일 : 1982년 11월 13일(42세) - 출생지 : 대한민국 충청북도 충주시 - 포지션 : 메인보컬 - 활동기간 : 2003년 11월 14일 ~ 2011년 9월 20일                                                                            |

### 멤버 변천사
- 1대: 터틀맨, 이지이, 임수빈 (2001 ~ 2003)
- 2대: 터틀맨, 이지이, 손연옥 (2003 ~ 2008)
- 3대: 이강, 이지이, 손연옥 (2011)

- 1대: 터틀맨, 이지이, 임수빈 (2001 ~ 2003)
- 2대: 터틀맨, 이지이, 손연옥 (2003 ~ 2008)

## 음반 목록

### 정규 음반
| 멤버   | 2001년 | 2003년 | 2003년 | 2008년 | 2008년 | 2008년 | 2011년 | 2011년 | 2011년 |
| 멤버   | 2001년 | 11월   | 11월   | 4월    | 9월    | 10월   | 3월    | 4월    | 9월    |
| ------ | ------ | ------ | ------ | ------ | ------ | ------ | ------ | ------ | ------ |
| 터틀맨 |        |        |        |        |        |        |        |        |        |
| 지이   |        |        |        |        |        |        |        |        |        |
| 이강   |        |        |        |        |        |        |        |        |        |
| 금비   |        |        |        |        |        |        |        |        |        |

| 번호 | 앨범 정보                                  | 트랙 리스트 |
| ---- | ------------------------------------------ | --- |
| 1    | 《Go Boogie!》 - 발매일: 2001년 12월 12일  | 1. Turtles Free 1 2. Let's 북이(Boogie) 3. 사계 (Hip Hop Version) 4. 사랑하는 그대여 5. 순한 사랑 6. 향기로운 추억 7. 너 없이 8. Turtles Free 2 9. You Can Do it 10. 나 어때 11. Real Love 12. 비오는 날 13. 사계 (House Version) 14. 비행기 |
| 2    | 《Turtle 2》 - 발매일: 2003년 11월 4일     | 1. Turtles Free 1 2. 나는 3. 10년이 지났지만 4. Come On 5. 왜이래 6. 수호천사 7. Turtles Free 2 8. 놀라지마 9. 거북이 걸음 10. 고부기 11. 겉과 속 12. 장군에게 13. 나는 (Remix) 14. 왜 이래 (Remix) 15. 겉과 속 (Remix)                      |
| 3    | 《Turtle 3》 - 발매일: 2004년 11월 22일    | 1. Turtles Free 3-1 2. 얼마나 3. 이제부터 4. 빙고 5. 왜 말 안했니 6. 고맙습니다 7. Turtles Free 3-2 8. 아지와 양이 9. 내가 너라면 10. 그렇지 않아 11. 아쉽지만 12. 혼자가 아니야 13. Turtles Free 3-3                                        |
| 4    | 《거북이 사요!!》 - 발매일: 2006년 7월 5일 | 1. Turtles Free 4-1 2. 우습단 말야 3. 비행기 4. 다시는 5. 야 6. 반쪽에게 7. 여행이야 8. 10년전으로 9. Remember Me 10. 이사 11. 꼭 12. Turtles Free 4-2                                                                                       |
| 5    | 《오방간다》 - 발매일: 2008년 1월 15일     | 1. 오방간다 2. 10시 04분 3. 싱랄라 4. 흔들림 5. My Name 6. 벌써 다섯번째 7. 깎아주세요 8. Y에게 9. 안녕 푸치 10. 인간이 되라 11. 그러길 바래 12. Logo Song Collection                                                                        |

### 싱글
| 번호 | 앨범 정보                                        | 트랙 리스트 |
| ---- | ------------------------------------------------ | --- |
| 1    | 《Christmas Mix》 - 발매일: 2007년 11월 22일     | 1. 그대 내맘에 들어오면은 (MV Ver.) 2. 해피 크리스마스 파티 3. 메리 크리스마스 파티                                                             |
| 2    | 《몸풀기》 - 발매일: 2008년 4월 25일             | 1. 몸풀기 2. 나를 잊지 말아요 3. 한동안 뜸했었지 4. 현아 5. 향기로운 추억 6. 변해가네 7. 나를 잊지 말아요 (MR)                                  |
| 3    | 《분홍빛 크리스마스》 - 발매일: 2008년 11월 21일 | 1. 분홍빛 크리스마스 2. 겨울 이야기 3. Last Christmas (DJ처리 remix) 4. Winter Wonderland 5. 화이트 크리스마스 6. 겨울 이야기 7. The First Noel |
| 4    | 《아이고》 - 발매일: 2012년 4월 26일             | 1. 아이고 2. 아이고 (Inst.) |
| 5    | 《주인공》 - 발매일: 2011년 4월 28일             | 1. 주인공 2. 주인공 (Inst.) |

### 스페셜 음반
| 번호 | 앨범 정보                                   | 트랙 리스트 |
| ---- | ------------------------------------------- | --- |
| 1    | 《못다한 이야기》 - 발매일: 2008년 8월 14일 | 1. 어깨 쫙 2. 싱랄라 3. 한동안 뜸했었지 4. My Name 5. 인간이 되라 6. 흔들림 7. 그러길 바래 8. 향기로운 추억 9. 분홍빛 크리스마스 10. 싱랄라 (Miami Remix) 11. 나를 잊지 말아요 |

### 참여 음반
- 《喜入合 (희입합)》 (2001년 1월)
  - 〈나를 잊지 말아요 (인연)〉
- 《개구리 중사 케로로 3기 OST》 (2007년 8월 24일)
  - 〈거침없이 라랄라 (Opening) (Original)〉
  - 〈거침없이 라랄라 (Opening) (Acoustic)〉
  - 〈거침없이 라랄라 (Opening) (Inst.)〉
- 《못말리는 결혼 Part 2 OST》 (2008년 1월 25일)
  - 〈못말리는 결혼〉
- 《사랑해 OST》 (2008년 4월 15일)
  - 〈NoNoNo,Yes〉

## 수상 내역
- 2006년 : 하이원서울가요대상 본상
- 2008년 : 엠넷 아시안 뮤직 어워드 혼성그룹상

### 가요 프로그램 1위
| 연도            | 수상 내역 (총 7회) |
| --------------- | --- |
| 2006년 (총 7회) | - 비행기 (총 7회) - 8월 26일 KMTV 《쇼 뮤직탱크》 1위 - 8월 27일 SBS 《인기가요》 1위 - 9월 2일 KMTV 《쇼 뮤직탱크》 1위 (2주 연속) - 9월 3일 SBS 《인기가요》 1위 (2주 연속) - 9월 9일 KMTV 《쇼 뮤직탱크》 1위 (3주 연속) - 9월 16일 KMTV 《쇼 뮤직탱크》 1위 (4주 연속) - 9월 23일 KMTV 《쇼 뮤직탱크》 1위 (5주 연속, 최강자) |

## 로고송
거북이는 다음 프로그램의 로고송을 불렀다.

### 텔레비전
MBC
- 《행복주식회사》

KBS
- 《TV는 사랑을 싣고》
- 《스타골든벨》

SBS
- 《특집 요! 주의사항》

### 라디오
KBS
- 《박준형 김다래의 5학년 4반 15번 이서준은 천재 》《김장훈의 뮤직쇼》
- 《김구라의 가요광장》
- 《이민우의 자유선언》

MBC
- 《이주노의 뮤직토크》
- 《지상렬, 노사연의 2시만세》

SBS
- 《김영철 황보의 싱글즈》
- 《배칠수, 전영미의 와와쇼》

TBS
- 《김창남의 가요 일번지》
- 《황인용의 마이 웨이》

CBS
- 《김필원의 FM 매거진》
- 《음악FM 개국 8주년 기념 노 보이스 데이》

PBC
- 《행복한 아침 즐거운 FM》